# Altar de Pimas
Altar de Pimas är en ort i Mexiko.   Den ligger i kommunen Caborca och delstaten Sonora, i den nordvästra delen av landet, 1 900 km nordväst om huvudstaden Mexico City. Altar de Pimas ligger 97 meter över havet och antalet invånare är 111.
Terrängen runt Altar de Pimas är platt. Runt Altar de Pimas är det mycket glesbefolkat, med 6 invånare per kvadratkilometer. Närmaste större samhälle är Plutarco Elías Calles, 5,9 km söder om Altar de Pimas. Omgivningarna runt Altar de Pimas är i huvudsak ett öppet busklandskap.